# 尹大衛內閣
尹大衛內閣於2022年11月18日組成，為現時管治加拿大卑詩省之政府內閣，正式名稱為卑詩省行政會議（英語：Executive Council of British Columbia）。此內閣由卑詩省第37任省長尹大衛領導，由於省議會內佔多數地位的卑詩新民主黨之省議員組成。
在前任省長賀謹辭去省長職務後，尹大衛獲選為其繼任人，並於2022年11月18日宣誓就任省長職務。其後，他於2022年12月7日組成新任內閣。
在2024年省選中成功連任後，尹大衛於11月18日委任其新一屆政府之內閣。

## 內閣廳長列表
| 職位                                     | 姓名   | 選區                                    | 任期           | 任期           |
| 職位                                     | 姓名   | 選區                                    | 從             | 至             |
| ---------------------------------------- | ------ | --------------------------------------- | -------------- | -------------- |
| 卑詩省省長                               | 尹大衛 | 溫哥華-灰角                             | 2022年11月18日 | 現任           |
| 地方政府與鄉村社區省務廳長               | 貝瑞妮 | 葛特尼中                                | 2024年11月18日 | 現任           |
| 卑詩省副省長                             | 范和富 | 高貴林港                                | 2022年12月7日  | 2024年11月18日 |
| 卑詩省副省長                             | 利莎瑪 | 溫哥華-喜士定                           | 2024年11月18日 | 現任           |
| 農業及食物廳長                           | 彭麗絲 | 亞博斯福-米遜                           | 2022年12月7日  | 2024年11月18日 |
| 農業及食物廳長                           | 布嫻妮 | 沙尼治南                                | 2024年11月18日 | 現任           |
| 律政廳長                                 | 利莎瑪 | 溫哥華-喜士定                           | 2022年12月7日  | 現任           |
| 兒童及家庭發展廳長                       | 狄恩   | 艾斯古摩-高活                           | 2022年12月7日  | 2024年1月15日  |
| 兒童及家庭發展廳長                       | 樂慧思 | 域多利-燈塔山                           | 2024年1月15日  | 現任           |
| 公民服務廳長                             | 畢麗莎 | 楓樹嶺-匹特草原                         | 2022年12月7日  | 2024年2月20日  |
| 公民服務廳長                             | 周烱華 | 溫哥華-菲沙景                           | 2024年2月20日  | 現任           |
| 教育及兒童保育廳長                       | 辛若那 | 素里-青木                               | 2022年12月7日  | 2024年11月18日 |
| 教育及兒童保育廳長                       | 畢麗莎 | 楓樹嶺-匹特草原                         | 2024年11月18日 | 現任           |
| 兒童保育省務廳長                         | 樂慧思 | 域多利-燈塔山                           | 2022年12月7日  | 2024年1月15日  |
| 兒童保育省務廳長                         | 狄恩   | 艾斯古摩-高活                           | 2024年1月15日  | 2024年11月18日 |
| 兒童保育及需要支援的兒童與青少年省務廳長 | 韋群思 | 高貴林-伯克山                           | 2024年11月18日 | 現任           |
| 應急管理及氣候準備廳長                   | 馬博文 | 北溫哥華-朗斯代爾                       | 2022年12月7日  | 2024年11月18日 |
| 應急管理及氣候準備廳長                   | 葛凱莉 | 列治文-史提夫斯頓                       | 2024年11月18日 | 現任           |
| 能源、礦業及低碳創新科技廳長             | 奧祖宜 | 中島-環太平洋                           | 2022年12月7日  | 2024年11月18日 |
| 能源及氣候應對方案廳長                   | 狄德安 | 溫哥華-聯福                             | 2024年11月18日 | 現任           |
| 環境及氣候變化策略廳長                   | 賀佐治 | 溫哥華-麗景                             | 2022年12月7日  | 2024年11月18日 |
| 環境及公園廳長                           | 戴維森 | 北海岸-海達瓜依                         | 2024年11月18日 | 現任           |
| 財政廳長                                 | 康洛綺 | 葛特尼西                                | 2022年12月7日  | 2024年11月18日 |
| 財政廳長                                 | 貝雅麗 | 溫哥華-南加蘭護                         | 2024年11月18日 | 現任           |
| 林木廳長                                 | 賴賜淳 | 素里-惠利                               | 2022年12月7日  | 2024年11月18日 |
| 林木廳長                                 | 帕默   | 蘭福特-高地                             | 2024年11月18日 | 現任           |
| 永續林木業創新省務廳長                   | 梅思安 | 蘭里                                    | 2024年1月15日  | 2024年11月18日 |
| 專責法語事務廳長                         | 狄德安 | 溫哥華-京士威                           | 2022年12月7日  | 2024年11月18日 |
| 衞生廳長                                 | 狄德安 | 溫哥華-京士威                           | 2022年12月7日  | 2024年11月18日 |
| 衞生廳長                                 | 奧祖宜 | 中島-環太平洋                           | 2024年11月18日 | 現任           |
| 房屋廳長                                 | 柯議倫 | 三角洲北                                | 2022年12月7日  | 2024年11月18日 |
| 房屋及城鎮事務廳長                       | 柯議倫 | 三角洲北                                | 2024年11月18日 | 現任           |
| 原住民關係及和解廳長                     | 蘭金   | 橡樹灣-戈登岬                           | 2022年12月7日  | 2024年11月18日 |
| 原住民關係及和解廳長                     | 貝麗儀 | 溫哥華-小山                             | 2024年11月18日 | 現任           |
| 基礎建設廳長                             | 馬博文 | 北溫哥華-朗斯代爾                       | 2024年11月18日 | 現任           |
| 就業、經濟發展及創新廳長                 | 貝雅麗 | 溫哥華-福溪                             | 2022年12月7日  | 2024年11月18日 |
| 就業、經濟發展及創新廳長                 | 吉黛安 | 橡樹灣-戈登岬                           | 2024年11月18日 | 現任           |
| 貿易省務廳長                             | 貝振國 | 素里-菲列活                             | 2022年12月7日  | 2024年11月18日 |
| 貿易省務廳長                             | 葛盧麥 | 滿地寶-本貴林                           | 2024年11月18日 | 現任           |
| 勞工廳長                                 | 白恩赫 | 素里-紐頓                               | 2022年12月7日  | 2024年11月18日 |
| 勞工廳長                                 | 韋瑞珍 | 新西敏-高貴林                           | 2024年11月18日 | 現任           |
| 精神健康及癖癮廳長                       | 韋瑞珍 | 新西敏                                  | 2022年12月7日  | 2024年11月18日 |
| 礦務及關鍵礦產廳長                       | 貝振國 | 素里-菲列活                             | 2024年11月18日 | 現任           |
| 城鎮事務廳長                             | 康安禮 | 本拿比-鹿湖                             | 2022年12月7日  | 2024年11月18日 |
| 專上教育及未來技術廳長                   | 羅品珍 | 高貴林-梅拉德維爾                       | 2022年12月7日  | 2024年2月5日   |
| 專上教育及未來技術廳長                   | 畢麗莎 | 楓樹嶺-匹特草原                         | 2024年2月20日  | 2024年11月18日 |
| 專上教育及未來技術廳長                   | 康安禮 | 本拿比中                                | 2024年11月18日 | 現任           |
| 勞動力發展省務廳長                       | 梅思安 | 蘭里                                    | 2022年12月7日  | 2024年1月15日  |
| 公共安全及法務廳長                       | 范和富 | 高貴林港                                | 2022年12月7日  | 2024年11月18日 |
| 公共安全及法務廳長                       | 白加恩 | 素里-喬德福                             | 2024年11月18日 | 現任           |
| 社區安全及綜合服務省務廳長               | 楊子亮 | 溫哥華-耶魯鎮                           | 2024年11月18日 | 現任           |
| 社會發展及扶貧廳長                       | 馬康森 | 乃磨 (2022-2024)乃磨-加比奧拉島 (2024-) | 2022年12月7日  | 現任           |
| 旅遊、藝術、文化及體育廳長               | 布嫻妮 | 沙尼治南                                | 2022年12月7日  | 2024年11月18日 |
| 旅遊、藝術、文化及體育廳長               | 賀柏特 | 溫哥華-西端區                           | 2024年11月18日 | 現任           |
| 運輸及基礎建設廳長                       | 范廉明 | 域多利-天鵝湖                           | 2022年12月7日  | 2024年11月18日 |
| 運輸及公共交通廳長                       | 范和富 | 高貴林港                                | 2024年11月18日 | 現任           |
| 基礎建設及公共運輸省務廳長               | 高德爾 | 智利域                                  | 2022年12月7日  | 2024年11月18日 |
| 水源、土地及資源管理廳長                 | 柯立倫 | 斯蒂金                                  | 2022年12月7日  | 2024年11月18日 |
| 水源、土地及資源管理廳長                 | 倪蘭蒂 | 鮑威爾河-陽光海岸                       | 2024年11月18日 | 現任           |
| 不管廳長                                 | 馬蘭妮 | 溫哥華-快樂山                           | 2022年12月7日  | 2023年4月14日  |

## 組閣及調動
尹大衛於2022年11月18日宣誓就任省長，並於12月7日宣布其新內閣班子，包括23位廳長及4位省務廳長，並設立了兩個新內閣部門：由房屋廳及應急管理及氣候準備廳。柯議倫遂由就業、經濟復甦及創新廳長轉任房屋廳長，而馬博文則由基礎建設省務廳長升任應急管理及氣候準備廳長。此外，林木廳長康洛綺調任為財政廳長，利莎瑪則從應急管理及氣候準備廳議會秘書升遷至律政廳長。這次內閣調動合計有8名省議員由議會秘書或後座議員升任廳長或省務廳長，另有8名廳長維持其原來於賀謹內閣之職務。值得一提的是，女性內閣成員於此調動後人數超越了男性成員。
2024年1月15日，樂慧思與狄恩對調職位，分別出任兒童及家庭發展廳長和兒童保育省務廳長。梅思安亦由勞動力發展省務廳長轉任永續林木業創新省務廳長。
同年2月5日，專上教育及未來技術廳長羅品珍因其關於巴勒斯坦之言論而被免除其內閣職位，貝雅麗於其職位懸空期間署理該廳事務。2月20日，畢麗莎正式調任專上教育及未來技術廳長，而周烱華則接任公民服務廳長一職。
2024年省選過後，尹大衛重組其內閣，並委任共27名內閣廳長。由於只有15位原任內閣廳長成功連任，是次內閣調動有12名後座議員或新任議員升任廳長或省務廳長。同時，尹大衛亦委任14位議會秘書協助各廳長之工作。其中，利莎瑪除留任律政廳長外更獲擢升為副省長，貝雅麗則轉任財政廳長。狄德安卸下衛生廳職務並轉任能源及氣候應對方案廳長，范和富轉任運輸及公共交通廳長，而柯議倫則繼續主理房屋事宜，並新增城鎮事務之職務。在新一屆政府中，部份部門之職務獲重組，例如運輸及基礎建設廳一分為二，林木及礦務亦各自獲安排相應之廳長主理。而精神健康及癖癮廳則遭廢止，相關職務重新併入衛生廳一同管理。

### 引述文獻
1. ↑  . CBC News. 2022-11-18  [2022-11-18]. （原始内容存档于2024-10-07）.
2. ↑  Katie, DeRosa. . The Province. 2022-11-18  [2022-11-18].
3. 1 2  . CTV News. 2022-12-07  [2022-12-07]. （原始内容存档于2024-10-08）.
4. ↑   (PDF). Legislative Library of British Columbia.   [December 15, 2022]. （原始内容存档 (PDF)于2024-06-28）.
5. ↑  卑詩省省長辦公室.  (PDF). gov.bc.ca. 2024-11-18  [2024-11-19]. （原始内容存档 (PDF)于2024-11-19）.
6. ↑  . CBC News. 2022-12-07  [2022-12-07]. （原始内容存档于2024-10-07）.
7. ↑   (PDF) (新闻稿). 卑詩省省長辦公室. 2022-12-07  [2022-12-09]. （原始内容存档 (PDF)于2022-12-07） （中文（繁體））.
8. ↑  Meissner, Dirk. . CBC News. The Canadian Press. 2014-01-15  [2024-01-16]. （原始内容存档于2024-03-21）.
9. ↑  . 星島加拿大. 2024-02-05  [2024-10-03]. （原始内容存档于2024-02-20） （中文（臺灣））.
10. ↑  Brougham, Laura. . CHEK News. 2024-02-05  [2024-10-03]. （原始内容存档于2024-10-07） （加拿大英语）.
11. ↑  Brougham, Laura. . CHEK. 2024-02-20  [2024-02-20]. （原始内容存档于2024-10-07） （加拿大英语）.
12. ↑  . 加拿大家园. 2024-02-21  [2024-10-03] （中文（中国大陆））.
13. ↑  Courtney Dickson; Katie DeRosa. . CBC News. 2024-11-18  [2024-11-20]. （原始内容存档于2024-11-19）.

## 外部連結
- Executive Council & Parliamentary Secretaries of B.C. （页面存档备份，存于）